# کلادیو پاناتا
 کلادیو پاناتا (ایتالیایی: Claudio Panatta؛ زادهٔ ۲ فوریهٔ ۱۹۶۰) یک تنیس‌باز اهل ایتالیا است.